# Секулич, Александер
Александер Секулич (словен. Aleksander Sekulić; род. 24 февраля 1978, Любляна, СФРЮ) — словенский профессиональный баскетбольный тренер.

## Тренерская карьера
Начал свою тренерскую карьеру в клубах Словении. С клубом «Крка» становился чемпионом Словении в 2012 году. Далее продолжил карьеру в клубах «Нимбурк» (Чехия) и «Локомотив-Кубань» (Россия).
В июне 2025 года Секулич был назначен главным тренером «Зенита».

## Достижения
- Серебряный призёр Единой лиги ВТБ: 2022/2023
- Серебряный призёр Суперкубка Единой лиги ВТБ: 2023
- Чемпион Словении: 2011/2012
- Чемпион Чехии: 2021/2022
- Серебряный призёр чемпионата России: 2022/2023